# Father of 4
Father of 4 (stylizowany zapis FATHER OF 4) – debiutancki solowy album studyjny amerykańskiego rapera Offseta. Został wydany 22 lutego 2019 r. nakładem wytwórni Motown i Quality Control Music. Jest to trzeci album, który został wydany osobno przez każdego członka grupy Migos, do której należy Offset, kolejno po Quavo Huncho Quavo z października 2018 i The Last Rocket Takeoffa z listopada 2018. 

## Tło
Na początku 2019 roku, Offset zapowiedział swój nowy album z filmem, który ukazuje scenę, na której Cardi B rodzi ich córkę, Kulture.

## Wydanie i promocja
Father of 4 zadebiutował na 4. miejscu listy Billboard 200, sprzedając się w 89 000 egzemplarzy w pierwszym tygodniu.

## Odbiór
Father of 4 otrzymał pozytywne recenzje od krytyków. W Metacritic uzyskał średni wynik 74 na 100 na podstawie siedmiu recenzji. Trent Clark z HipHopDX dał pozytywną opinię, stwierdzając: „27-letni Offset,  raper z Atlanty, stworzył album w innym klimacie niż zwykle (z rozwijającą się narracją) dającą świetny efekt”. Sam Moore z NME stwierdził: „Father of 4 jest świetnym dziełem, dzięki któremu widać, że Offset jest obecnie najlepszym członkiem grupy Migos: po raz kolejny, ostatni akt trylogii okazuje się być najlepszy”. Kyle Mullin z Exclaim! powiedział: „Jasne, niektóre downtempowe beaty mogą zacząć brzmieć tak samo, zanim skończy się słuchać album. Offset z pewnością nie osiągnął lirycznego blasku jak Jay-Z na albumie 4:44, lub jakiekolwiek inne wydawnictwa starszych raperów w tym zakresie, niemniej jednak szczerość Offseta na Father of 4 to olbrzymi progres, zarówno w jego muzyce, jak i życiu osobistym”. Charles Holmes z Rolling Stone, mówi: Father of 4 to dzieło sztuki, które prawdopodobnie nie istniałoby, gdybyśmy nie wiedzieli o niektórych z jego (Offseta) problemów w życiu prywatnym”.
Stephen Kearse z Pitchforka powiedział: „Father of 4 ostatecznie lepiej wypada pod kwestią solową, ponieważ Offset pokazuje swoją siłę i szczerość”. Brian Josephs z Entertainment Weekly stwierdził: „Offset często brzmi wyczerpująco w sposób, który nie zachęca do empatii”. Wren Graves z Consequence of Sound's napisał: „Offset dzieli swój czas między osobiste historie i momenty trapowe, z różnymi rezultatami”.

## Lista utworów
Lista opracowana na podstawie źródeł:
| Nr  | Tytuł utworu                                  | Tekst                                                                                           | Producent                                               | Długość |
| --- | --------------------------------------------- | ----------------------------------------------------------------------------------------------- | ------------------------------------------------------- | ------- |
| 1.  | „Father of 4” (gościnnie Big Ren)             | Kiari Cephus, Ruben Bailey, Leland Wayne                                                        | Metro Boomin                                            | 4:19    |
| 2.  | „How Did I Get Here” (gościnnie J. Cole)      | Cephus, Jermaine Cole, Andre Proctor, Wayne                                                     | Metro Boomin, Dre Moon                                  | 4:36    |
| 3.  | „Lick”                                        | Cephus, Proctor                                                                                 | Dre Moon, SwaVay                                        | 3:24    |
| 4.  | „Tats on My Face”                             | Cephus, Wayne, Joshua Luellen                                                                   | So Icey Boyz (Metro Boomin i Southside)                 | 3:02    |
| 5.  | „Made Men”                                    | Cephus                                                                                          | Southside, Cubeatz                                      | 3:34    |
| 6.  | „Wild Wild West” (gościnnie Gunna)            | Cephus, Sergio Kitchens, Wayne, Allen Ritter                                                    | Metro Boomin, Ritter                                    | 3:56    |
| 7.  | „North Star” (gościnnie Cee Lo Green)         | Cephus, Thomas Callaway, Roger Taylor, Andrew Taylor, John Taylor, Simon Le Bon, Nicholas Bates | Metro Boomin, Ritter                                    | 4:05    |
| 8.  | „After Dark”                                  | Cephus, Wayne, Proctor, Ritter                                                                  | Metro Boomin, Dre Moon, Ritter                          | 2:52    |
| 9.  | „Don't Lose Me”                               | Cephus                                                                                          | Metro Boomin, Doughboy,                                 | 3:20    |
| 10. | „Underrated”                                  | Cephus                                                                                          | So Icey Boyz                                            | 2:29    |
| 11. | „Legacy” (gościnnie Travis Scott i 21 Savage) | Cephus, Jacques Webster, Shéyaa Abraham-Joseph, Luellen, Kevin Gomringer, Tim Gomringer         | Southside, Cubeatz                                      | 4:04    |
| 12. | „Clout” (gościnnie Cardi B)                   | Cephus, Belcalis Almanzar                                                                       | Southside, Cubeatz, Luellen, K. Gomringer, T. Gomringer | 3:25    |
| 13. | „On Fleek” (gościnnie Quavo)                  | Cephus, Quavious Marshall, Wayne, Xavier Dotson, Bradley Brandon                                | Metro Boomin, Zaytoven, Doughboy,                       | 3:49    |
| 14. | „Quarter Milli” (gościnnie Gucci Mane)        | Cephus, Radric Davis, Wayne, Kedrick Cannady                                                    | Metro Boomin, Pyrex                                     | 3:14    |
| 15. | „Red Room”                                    | Cephus, Leland Wayne                                                                            | Metro Boomin                                            | 4:01    |
| 16. | „Came a Long Way”                             | Cephus, Proctor                                                                                 | Dre Moon                                                | 2:52    |
|     |                                               |                                                                                                 |                                                         | 57:02   |

## Personel[18]
- Colin Leonard – mastering (wszystkie utwory)